# Deltochilum granulatum
Deltochilum granulatum là một loài bọ cánh cứng trong họ Bọ hung (Scarabaeidae).